# The Star Witness (film, 1931)
Pour les articles homonymes, voir The Star Witness.
Pour plus de détails, voir Fiche technique et Distribution.
The Star Witness est un film américain réalisé par William A. Wellman, sorti en 1931.

## Synopsis
La famille Leeds se retrouve au milieu d'un affrontement entre la police et le gang de Maxey Campo. Malgré la pression du juge Whitlock, aucun membre de la famille ne souhaite témoigner, hormis le grand-père, ancien combattant de la guerre civile. Mais ce dernier disparait soudainement…

## Fiche technique
- Réalisation : William A. Wellman
- Scénario : Lucien Hubbard, Bud Barsky
- Photographie : James Van Trees
- Musique : Leo F. Forbstein, Alois Reiser
- Montage : Harold McLernon
- Direction artistique : John Hughes
- Société de production : Warner Bros
- Durée : 68 minutes (1 h 8)
- Date de sortie : 
  - États-Unis : 22 août 1931

## Distribution
- Walter Huston : le juge Whitlock
- Frances Starr : Ma Leeds
- Grant Mitchell : Pa Leeds
- Sally Blane : Sue Leeds
- Ralph Ince : 'Maxey' Campo
- Edward J. Nugent : Jackie Leeds
- Dickie Moore : Ned Leeds
- Nat Pendleton : Big Jack
- George Ernest : Donny Leeds
- Russell Hopton : le député Thorpe
- Charles "Chic" Sale : Private Summerill
- Guy D'Ennery : Jack Short
- Edgar Dearing : Jim Sockett
- Mike Donlin : Mickey
- George Irving : le juge